# Guttur, Chintamani
Guttur là một làng thuộc tehsil Chintamani, huyện Kolar, bang Karnataka, Ấn Độ.